# Irina Uixakova
Irina Uixakova   (Hòmiel, 29 de setembre de 1954) és una tiradora d'esgrima belarussa, ja retirada, especialista en floret, que va competir sota bandera de la Unió Soviètica durant les dècades de 1970 i 1980.
El 1980 va prendre part en els Jocs Olímpics d'Estiu de Moscou, on va guanyar la medalla de plata en la prova del floret per equips del programa d'esgrima.
En el seu palmarès també destaquen dues medalles al Campionat del món d'esgrima, d'or el 1979 i de bronze el 1985.